# Torcello
Torcello ist eine Inselgruppe in der laguna morta, dem nördlichen Teil der Lagune von Venedig. Dort sind, daher der Name „tote Lagune“, die Gezeiten kaum mehr bemerkbar.

## Geographie

### Lage
Torcello liegt 150 m nördlich der Inseln Burano und Mazzorbo, von diesen getrennt durch den Canale di Burano. Die Insel ist 44,17 Hektar groß, genauer 441.699 m², und nur zwei Meter hoch.

### Einwohnerzahl
Zur Volkszählung 2001 wurden 25 ständige Bewohner auf der Insel nachgewiesen.

## Geschichte

### Antike
Nach früherer Auffassung wurde Torcello im 7. Jahrhundert besiedelt, aber in der Nähe von Torcello wurde der Fußboden einer römischen Villa zwei Meter unter dem Wasserspiegel entdeckt. Deshalb geht man davon aus, dass Torcello schon im 1. Jahrhundert besiedelt worden ist.

### Frühmittelalter
Torcello war von 638 bis 689 Sitz des Bischofs von Altinum und gewann bald an Bedeutung als Zentrum von Politik und Handel. Zwar besteht heute nur noch eine Kirche, nämlich die Kathedrale, aber im Frühmittelalter entstand das Benediktinerkloster San Giovanni Evangelista, sowie die Kirche Sant’Andrea (Apostolo) di Torcello. Beide werden nur im Chronicon Altinate erwähnt.
Bei Grabungen, die zwischen November 2012 und März 2013 auf einem Areal nahe der Kirche Santa Maria Assunta durchgeführt wurden, ließ sich ein Dorf aus Holzhäusern des 10. und 11. Jahrhunderts nachweisen. Dabei blickten die Häuser auf Kanäle. Sie waren voneinander durch Innenhöfe mit Zisternen getrennt. Zahlreiche Öfen deuten auf die Produktion von Glas hin, auch wurden Knochen und Hörner von Ziegen verarbeitet, um daraus Beschläge, Knöpfe, Nadeln oder Kämme herzustellen. Zudem wurden Schweine, Schafe und Rinder gehalten. Der Anteil der Rinder stieg im 15. und 16. Jahrhundert stark an, was jedoch nicht auf den Fleischbedarf zurückging, sondern auf die Nachfrage nach Arbeitskraft, insbesondere zum Pflügen. Während in der Spätantike eher Schweine verzehrt wurden, waren es im Frühmittelalter überwiegend Schafe und Ziegen. Amphoren mit Resten von Olivenöl und Wein aus Süditalien und dem östlichen Mittelmeer erweisen die für diese frühe Zeit ansonsten kaum belegbaren Fernhandelskontakte. Schon ab dem 4./5. Jahrhundert ließ sich der Anbau von Obst, Wein und Gurken nachweisen.
Im 10. Jahrhundert hatte Torcello vermutlich 10.000 bis 20.000 Einwohner und war größer als Venedig. Im 12. Jahrhundert weist das Manuskript ms. 768 im Museo provinciale di Torcello neben den genannten sakralen Bauwerken das Hospiz San Pietro di Casacalba, zwei weitere Benediktinerklöster (Sant’Angelo di Zampenigo – es bestand um 900 – und Sant’Antonio Abbate – es wurde um 1000 gebaut), dann zwei Zisterzienserklöster (San Tommaso dei Borgognoni – der Bau geht auf vorchristliche Zeit zurück – und das benediktinisch-zisterziensische Kloster Santa Margherita), schließlich das Baptisterium San Giovanni Battista und die beiden Kapellen Santa Fosca und San Marco auf. Allerdings waren bis auf Santa Fosca, das noch heute besteht, sowie San Giovanni Evangelista, Sant’Angelo di Zampenigo und San Marco, die Standorte nicht mehr bekannt. In einem Privatgebäude fanden sich bereits im 19. Jahrhundert Reste der Sakristei und der Apsis von San Tommaso dei Borgognoni. Andererseits wurde bei Grabungen eine Kirche entdeckt, die in keiner der bekannten Quellen auftaucht. Die übrigen Kirchen erscheinen in den Visitationsberichten des Bistums, aber auch in Beständen des Staatsarchivs, so dass in den 1970er und 80er Jahren auch ihre Standorte ermittelt werden konnten. San Giovanni Evangelista wurde bei zwei Bränden, etwa um 640 und im Jahr 1343, völlig zerstört.

### Seit dem Hochmittelalter
Nach dem 12. Jahrhundert endete diese Blütezeit, und der Ort sank zur Bedeutungslosigkeit herab. Die Lagune um Torcello versumpfte, die Malaria grassierte. Die Einwohner verließen die Insel nach Venedig oder Murano und nahmen alles mit, was sich als Baustoff verwerten ließ, so dass die Stadt weitgehend abgetragen wurde.
Um 1860 hatte Torcello noch rund 360 Einwohner. Zur Volkszählung 2001 wurden noch 25 ständige Bewohner auf der Insel nachgewiesen, 2009 lebten nur noch 14 Einwohner auf Torcello.
Von den einstmals prächtigen Bauten auf der Inselgruppe blieb nur wenig erhalten. Von den ursprünglich zwölf Pfarren und sechzehn Klöstern des Bistums, zu dem auch andere Inseln im Norden der Lagune zählten, ist die Kathedrale Santa Maria Assunta, die auf das Jahr 639 zurückgeht, mit ihren reichen byzantinischen Mosaiken und die Kirche Santa Fosca aus dem 11. Jahrhundert erhalten. Darüber hinaus gibt es zwei Palazzi des 14. Jahrhunderts, die das heutige Museo provinciale di Torcello beherbergen. Der sogenannte Thron des Attila, ein aus einem Stück Stein gehauener Sitz, hat nichts mit dem Hunnenkönig zu tun. Wahrscheinlich war dies der ‚Thronsessel‘ des Podestà oder des Bischofs.

## Santa Fosca
Die Kirche Santa Fosca verdankt ihre Entstehung einem Märtyrergrab. Die Reliquien der Märtyrerin Santa Fosca wurden nach der Überlieferung vor 1011 von der Oase Sabrata in Libyen nach Torcello gebracht. Die Kirche ist ein im 11. Jahrhundert errichteter Zentralbau mit einem in ein Achteck eingeschriebenen griechischen Kreuz und enthält damit ein typisches Gestaltungsmerkmal der byzantinischen Bauweise des 11. Jahrhunderts. Ein Arkadengang mit gestelzten Bögen, Säulen und behauenen Kapitellen umgibt die Kirche an fünf der acht Außenwände. An den anderen Außenseiten der Kirche befindet sich die fünfeckige Apsis, die von halbrunden Nebenapsiden flankiert wird. Santa Fosca ist durch einen Säulengang aus dem 16. Jahrhundert mit Santa Maria Assunta verbunden. Ursprünglich war geplant, die Kirche mit einer gemauerten Kuppel zu überwölben, aber nach dem Einsturz von Gewölben ähnlicher Bauten entschied man sich für eine Holzkuppel mit Dachziegeln.
1811 beschloss die französische Regierung die Zerstörung von Santa Fosca, aber der Beschluss wurde nicht ausgeführt.

## Santa Maria Assunta
Ihre kunsthistorische Bedeutung verdankt die Insel der im Jahr 1008 von Bischof Orso Orseolo geweihten Basilika Santa Maria Assunta (Mariä Himmelfahrt), die wohl spätestens Mitte des 11. Jahrhunderts abgeschlossen worden sein dürften. Sie ist Ausdruck einer Epoche unter der Herrschaft der Orseolo, die sich verstärkt dem byzantinischen Baustil zuneigte.
Archäologische Grabungen konnten jedoch erweisen, dass die durchgreifende Rekonstruktion des Bauwerks unter dem Dogen Pietro II. Orseolo anlässlich der Erhebung seines Sohnes Orso zum Bischof von Altinum (wie die Quellen das Bistum bis ins 11. Jahrhundert nennen), das Gebäude keineswegs neu erstehen ließ. Das Bauwerk reicht im Gegenteil bis in das 8. und 9. Jahrhundert zurück. Die Fundamente des Baptisteriums und der Kirche, sieht man von den drei Apsiden ab, gehen sogar auf Arbeiten unter Bischof Deusdedit I. (ca. 692–724) zurück, die auch Johannes Diaconus in seiner Istoria Veneticorum erwähnt. Die besagten Apsiden und eine Mauer gehen auf Deusdedit II. (ca. 864–867) zurück. Nur die Kolonnaden und weite Teile der Innenausstattung gehen auf die besagte Rekonstruktion unter Pietro II. Orseolo zurück.

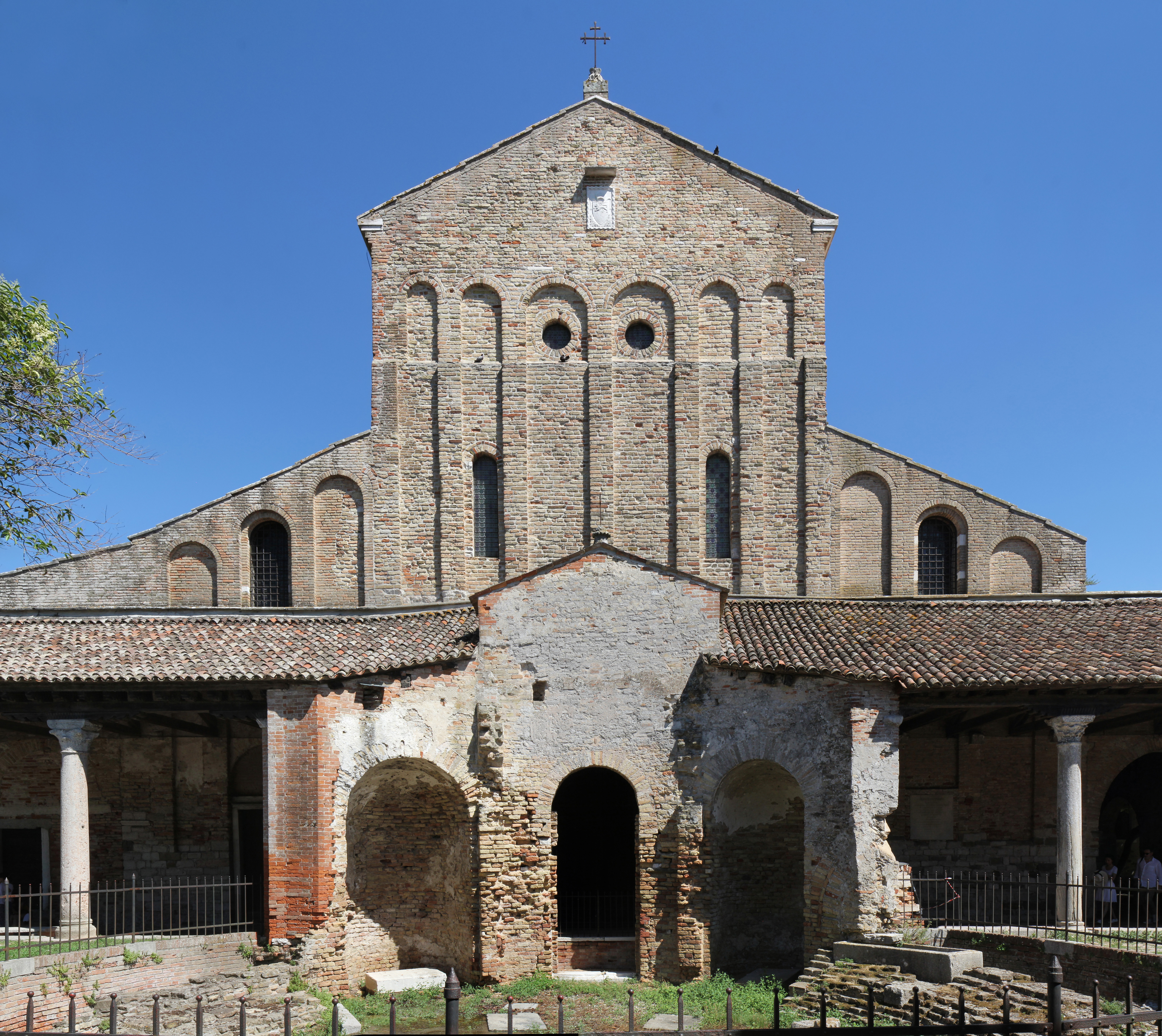
Basilika Santa Maria Assunta

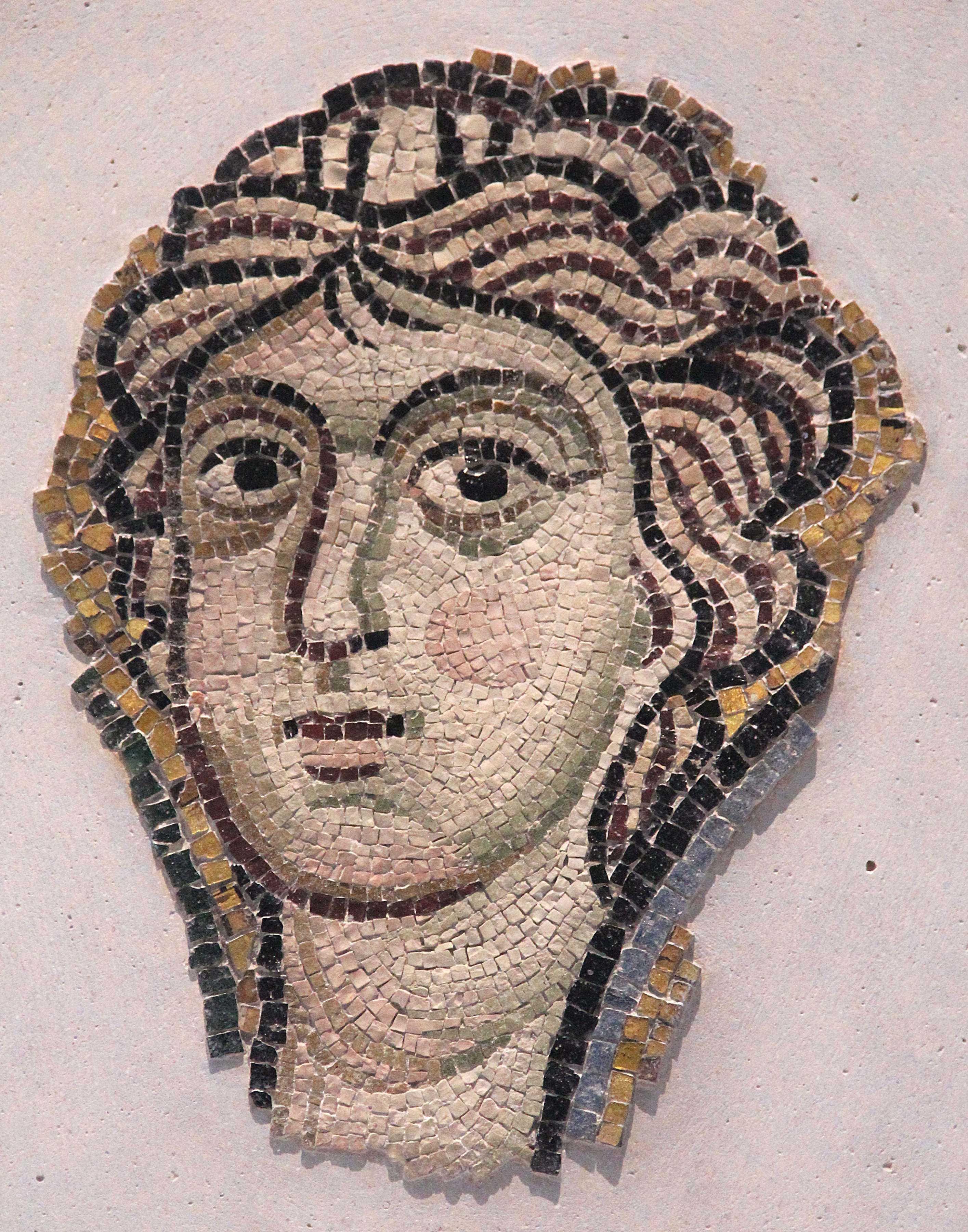
Mosaik der Kathedrale im Louvre in Paris erhalten.

Die Kirche besitzt eine Altarschranke, eine sog. Ikonostasis aus dem 15. Jahrhundert. Durch eine solche Ikonostasis wurde in der griechisch-orthodoxen Kirche des Mittelalters der Bereich des Allerheiligsten um den Altar herum vom Gemeinderaum abgetrennt. Ursprünglich gab es in den byzantinisch beeinflussten Kirchen an dieser Stelle eine halbhohe Brüstung nach Art der altchristlichen Chorschranken.
Seit dem 14. Jh. entwickelte sich daraus – besonders in der russischen Kirche – eine vollständige Trennwand, die mit Bildern bedeckt wurde und in die eine oder mehrere Türen eingelassen waren, also den Altarbereich völlig den Blicken der Gläubigen entzog. Hier liegt eine spätere Version vor, der man nur noch entfernt den früheren Wandcharakter ansehen kann. Vor der Ikonostasis sieht man noch links die Kanzel aus dem 12. Jahrhundert auf Säulen stehen, von der aus den Gemeindemitgliedern außerhalb des Sanktuariums die christliche Botschaft verkündet wurde.
Aus der früheren Bilderwand wurde dann später der sog. Templon, ein Bilderfries, der die offene Konstruktion der Ikonostasis nach oben abschloss. Dargestellt sind Maria und die 12 Apostel: von links nach rechts Andreas und sein Bruder Petrus mit dem Schlüssel und dem Buch, daneben die zentrale Figur Maria mit dem Kind – einer sogenannten Madonna Hodegetria – auf Mosaikgoldgrund geschmückt. Hier sieht man noch, dass in der Apsis im frühen Mittelalter nicht der Altar stand, sondern der Bischofsthron, der über mehrere Stufen erreicht wurde, also deutlich erhöht stand. In der christlichen Kirchenmalerei unterscheiden sich die Bilder der Apsis erheblich vom Rest der Kirchenausstattung. Die Apsisdarstellungen haben als Umgebung des Altares häufig visionäre Themen und erlauben einen ausschnitthaften Blick in die himmlischen Sphären.

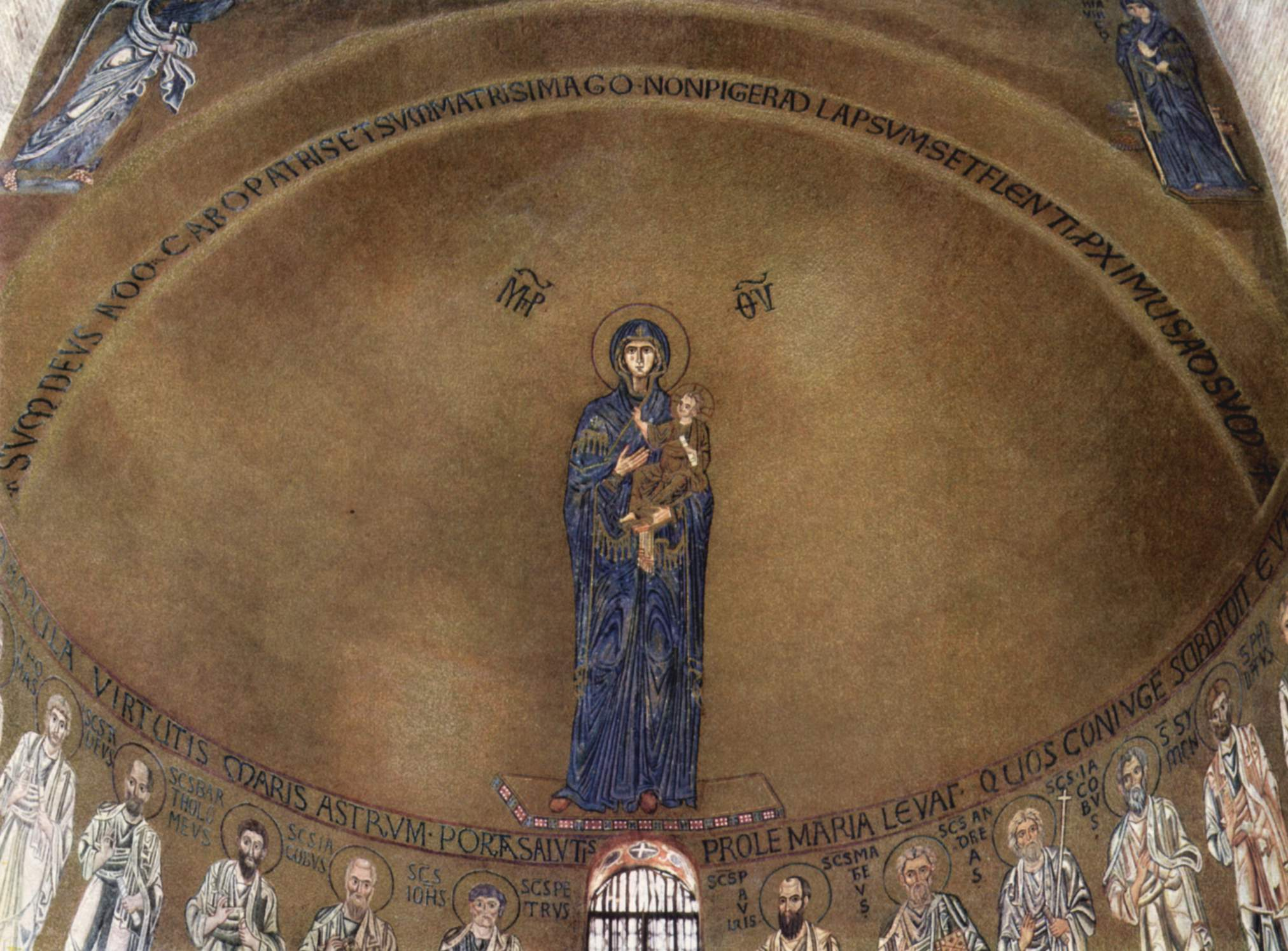
Madonna Hodegetria

Die Mosaiken der Kirche sind ihr wertvollster Bestandteil. Ihre Datierung ist allerdings umstritten und ihr Erhaltungszustand unterschiedlich. Die zentrale Madonna stammt wahrscheinlich aus dem 12. oder beginnenden 13. Jahrhundert.
Der sehr gut erhaltene Apostelfries unter der Madonna wird auf das 12./13. Jahrhundert datiert. Seine Qualität steht auf dem gleichen Niveau wie die Mosaiken von San Marco. Hier haben sich die Mosaizisten besonders um eine individuelle und detailgenaue Darstellung der Gesichter bemüht und um eine Betonung der Gewandfalten. Nicht zu übersehen ist aber die Tendenz der byzantinisch-orientierten Kunst zu abstrakt-geometrischen Mustern, hier vor allem bei der Gestaltung des Gewandes im unteren Teil des Körpers.
Die beiden Seitenschiffe der Kirche haben jeweils eine eigene Apsis mit eigenem Apsismosaik. Die rechte Seitenkapelle besitzt in der Wölbung vor der Apsis das älteste Mosaik der Kirche. Es stammt noch von dem Vorgängerbau der jetzigen Basilika, und zwar aus dem 7. Jahrhundert: vier Engel tragen ein bekränztes Medaillon mit dem Lamm Gottes.
Die Mosaiken der eigentlichen Apsis stammen aus dem 12. Jahrhundert: in der Mitte Christus im Gestus des segnenden Erlösers auf dem Thron zwischen den Erzengeln Michael und Gabriel. Darunter die vier Kirchengelehrten Gregor, Hieronymus, Augustinus und Ambrosius. Hier haben wir übrigens auch eine Gegenüberstellung der beiden Zahlen Drei und Vier, oben die „geistliche“ Dreier-Konstellation, unten die „weltliche“ Vierergruppe.

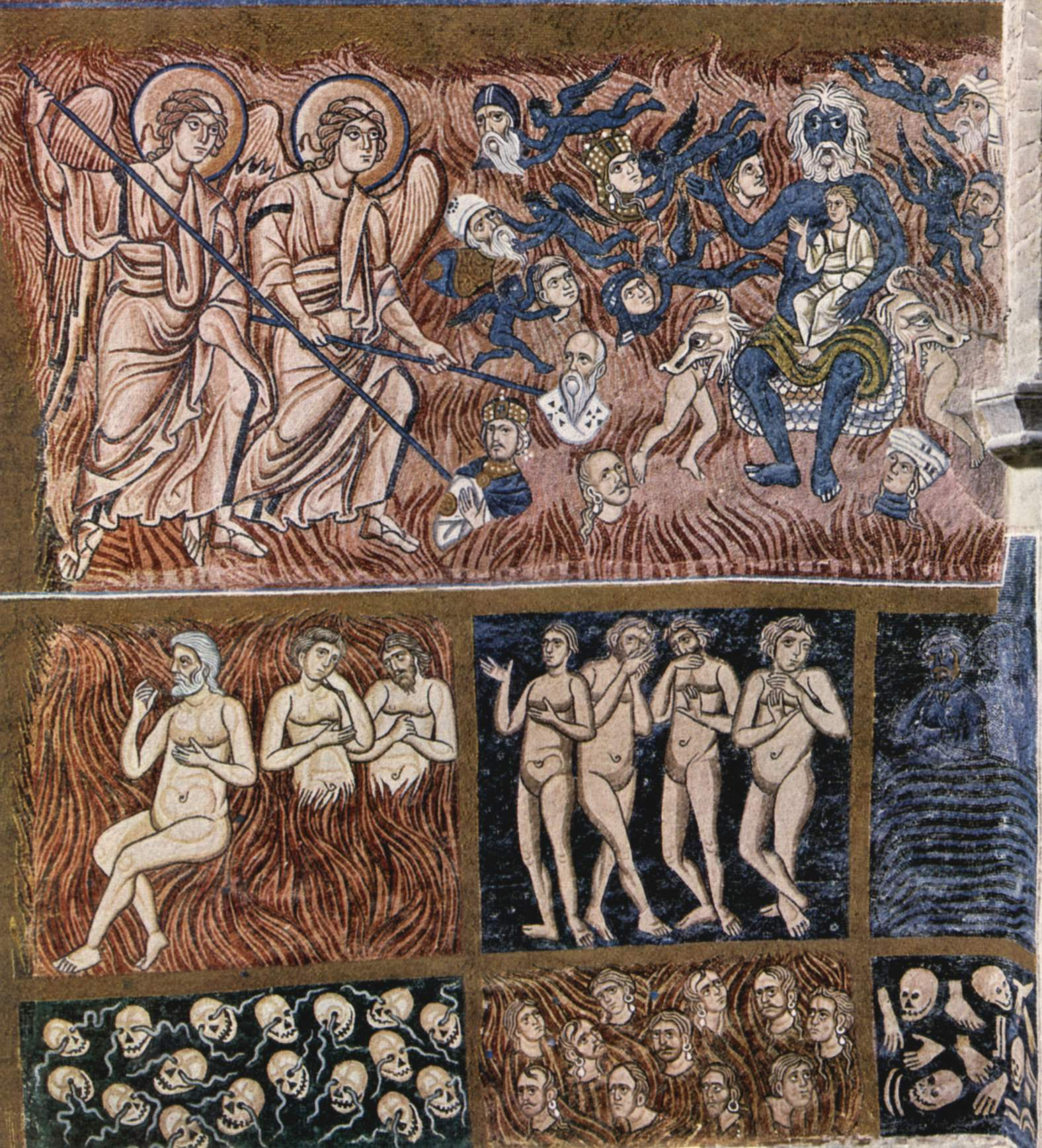
Jüngstes Gericht

Zwei der ältesten noch in der Kirche befindlichen Kunstwerke sind ein Weihwasserbecken und die sog. „Pfauentafel“, beide aus dem 11. Jahrhundert. Die Pfauentafel ist ein Marmorrelief mit zwei Pfauen, die aus einer Schale picken. Diese Vogel-Symbolik bezieht sich auf die Erneuerung des Lebens und die Wiederauferstehung Christi. Der Pfau steht in der mittelalterlichen Symbolsprache für die Auferstehung, da er nach Plinius im Herbst alle Federn verliert und im Frühling neue bekommt und sein Fleisch – nach der Lehre des Augustinus – unverweslich ist.
Auf der gegenüberliegenden Seite, wo sich der Eingang zur Kirche befindet, bedeckt ein weiteres riesiges Mosaik mit dem Thema des Jüngsten Gerichtes in fünf übereinander liegenden Zonen die gesamte Wand, das aber in seinen unteren zwei Zonen im 19. Jahrhundert schlecht restauriert worden ist. Es wurde in der zweiten Hälfte des 12. Jahrhunderts hier angebracht. Das Thema des Jüngsten Gerichtes wurde in den mittelalterlichen Kirchen üblicherweise an der Westseite, der Seite an der die Sonne untergeht, angebracht. Der Gläubige wurde dadurch beim Verlassen der Kirche an das in der Apokalypse des Johannes vorhergesagte Gericht am Ende der geschichtlichen Welt gemahnt.